# AFCチャレンジカップ
AFCチャレンジカップ（英: AFC Challenge Cup）は、アジアサッカー連盟（AFC）が2006年から2014年まで開催していた、AFC加盟国の中でFIFAランキング下位のナショナルチームによるサッカーの国際大会である。

## 概要
2002年の日韓W杯開催以後、AFC加盟諸国では、サッカー競技に対する注目度が増し、特に実力中堅国の競技レベルが急激に向上した。この事実は中国で開催されたAFCアジアカップ2004や、2006 FIFAワールドカップ・アジア予選の結果を見ればより明らかである。しかし、その一方でランク下位国と中堅国との実力差がさらに広がり、W杯予選ではワンサイドゲームの数が多くなってしまった。
そこで、下位層の競技レベルを向上させることで、アジア全体のさらなるレベル底上げを図るため、AFCのクラブランキング29位以下の国のクラブチームを対象としたAFCプレジデンツカップを2005年にネパールで初開催した。これが好評だったため、翌年から定期的にFIFAランキング下位国のナショナルチームを対象にした本大会を開催するに至った。
2014年4月17日にAFCは、AFCアジアカップの本大会出場チーム数を24に拡大すると同時に、AFCチャレンジカップを2014年大会をもって終了することを発表した。

## 参加資格
- 基本的には、AFCの加盟国のうち、FIFAランキングが下位16位以内に入っている国が出場できる。ただし、対象国に出場を断られた場合は、その分だけ資格を繰り上げることがある。
- その例として、2006年4月に開催された第一回大会では、ミャンマー、ラオス、モンゴルなどが、出場権はあるものの出場を辞退している。また同年、インドはAFCユース選手権自国開催の強化策として、U-20代表チームで参加している。
- 出場辞退チームが後を絶たないため、2012年大会よりAFC内のFIFAランキング25位以下のチームに予選出場権が認められる事となった。また、前回本大会の上位3チームの予選免除も廃止となった。

## 大会の意義
- 第1回大会が行われた直後の2006年4月のFIFAランキングでは、優勝したタジキスタンが16ランクアップの125位、準優勝のスリランカも10ランクアップの135位と、参加国が軒並みランクを上昇させた。このことは、そもそもこのランクにある諸国が通常の国際大会では勝ち上がれないために、試合の経験そのものが少なかったことを物語っており、3から6試合の国際Aマッチを経験できるこの大会の存在意義が大きなものであることを示した。中には北朝鮮のようにワールドカップ出場を決めた国もある。
- 2008年大会以降は、AFCアジアカップの予選としての性格も有する。2008年大会及び2010年大会の優勝チーム（2008年大会及び2010年大会の優勝チームが同一の場合は、2010年大会の準優勝チーム）にはAFCアジアカップ2011本大会への出場資格が与えられ、インドと北朝鮮が同大会に出場した。同様に、2012年大会及び2014年大会の優勝チームにはAFCアジアカップ2015本大会への出場資格が与えられる事になり、2012年大会で優勝した北朝鮮が2大会連続でのアジアカップ本大会出場を決めた。
- 2016年大会以降の優勝チームは、当初はAFCアジアカップの直接の出場権に代わってプレーオフ（AFCアジアカップの予選敗退チームのうち成績上位チームと対戦し、勝者がAFCアジアカップ出場）への出場権を与える[2]という方式を予定していたが、その後に前述の通り、当大会自体が廃止されることが決まった。

## 結果
| 回 | 開催年 | 開催国         |            | 決勝戦               | 決勝戦           | 決勝戦       |                     | 3位決定戦           | 3位決定戦 | 3位決定戦 |  | 出場 国数 |
| 回 | 開催年 | 開催国         | 優勝       | 結果                 | 準優勝           | 3位          | 結果                | 4位                 |           |           |  | 出場 国数 |
| -- | ------ | -------------- | ---------- | -------------------- | ---------------- | ------------ | ------------------- | ------------------- | --------- | --------- |  | --------- |
| 1  | 2006年 | バングラデシュ |            | タジキスタン         | 4 - 0            | スリランカ   |                     | キルギス · ネパール | -----     |           |  | 16        |
| 2  | 2008年 | インド         | インド     | 4 - 1                | タジキスタン     | 北朝鮮       | 4 - 0               | ミャンマー          | 8         |           |  |           |
| 3  | 2010年 | スリランカ     | 北朝鮮     | 1 - 1 aet (PK 5 - 4) | トルクメニスタン | タジキスタン | 1 - 0               | ミャンマー          | 8         |           |  |           |
| 4  | 2012年 | ネパール       | 北朝鮮     | 2 - 1                | トルクメニスタン | フィリピン   | 4 - 3               | パレスチナ          | 8         |           |  |           |
| 5  | 2014年 | モルディブ     | パレスチナ | 1 - 0                | フィリピン       | モルディブ   | 1 - 1aet (PK 8 - 7) | アフガニスタン      | 8         |           |  |           |

## 統計

### 代表別通算成績
| 順 | 国・地域名           | 出 | 優 | 準 | 三 | 四 | 試 | 勝 | 分 | 敗 | 点 | 得 | 失 | 差  |
| -- | -------------------- | -- | -- | -- | -- | -- | -- | -- | -- | -- | -- | -- | -- | --- |
| 1  | 北朝鮮               | 3  | 2  | 0  | 1  | 0  | 15 | 12 | 2  | 1  | 38 | 35 | 4  | +31 |
| 2  | タジキスタン         | 4  | 1  | 1  | 1  | 0  | 19 | 11 | 2  | 6  | 35 | 36 | 16 | +20 |
| 3  | トルクメニスタン     | 4  | 0  | 2  | 0  | 0  | 16 | 8  | 4  | 4  | 28 | 27 | 14 | +13 |
| 4  | パレスチナ           | 3  | 1  | 0  | 0  | 1  | 14 | 8  | 3  | 3  | 27 | 29 | 8  | +21 |
| 5  | フィリピン           | 3  | 0  | 1  | 1  | 0  | 13 | 6  | 3  | 4  | 21 | 18 | 14 | +4  |
| 6  | インド               | 4  | 1  | 0  | 0  | 0  | 15 | 5  | 3  | 7  | 18 | 13 | 21 | -8  |
| 7  | キルギス             | 3  | 0  | 0  | 1  | 0  | 11 | 5  | 0  | 6  | 15 | 7  | 12 | -5  |
| 8  | ミャンマー           | 3  | 0  | 0  | 0  | 2  | 13 | 5  | 0  | 8  | 15 | 15 | 22 | -7  |
| 9  | スリランカ           | 3  | 0  | 1  | 0  | 0  | 12 | 4  | 2  | 6  | 14 | 12 | 22 | -10 |
| 10 | ネパール             | 3  | 0  | 0  | 1  | 0  | 11 | 3  | 2  | 6  | 11 | 11 | 14 | -3  |
| 11 | バングラデシュ       | 2  | 0  | 0  | 0  | 0  | 7  | 3  | 1  | 3  | 10 | 10 | 14 | -4  |
| 12 | モルディブ           | 2  | 0  | 0  | 1  | 0  | 8  | 2  | 2  | 4  | 8  | 9  | 12 | -3  |
| 13 | アフガニスタン       | 3  | 0  | 0  | 0  | 1  | 11 | 1  | 5  | 5  | 8  | 7  | 19 | -12 |
| 14 | チャイニーズタイペイ | 1  | 0  | 0  | 0  | 0  | 4  | 1  | 2  | 1  | 5  | 3  | 5  | -2  |
| 15 | ブルネイ             | 1  | 0  | 0  | 0  | 0  | 3  | 1  | 1  | 1  | 4  | 2  | 2  | 0   |
| 16 | パキスタン           | 1  | 0  | 0  | 0  | 0  | 3  | 1  | 1  | 1  | 4  | 3  | 4  | -1  |
| 17 | カンボジア           | 1  | 0  | 0  | 0  | 0  | 3  | 1  | 0  | 2  | 3  | 4  | 6  | -2  |
| 18 | ブータン             | 1  | 0  | 0  | 0  | 0  | 3  | 0  | 1  | 2  | 1  | 0  | 3  | -3  |
| 19 | マカオ               | 1  | 0  | 0  | 0  | 0  | 3  | 0  | 1  | 2  | 1  | 2  | 8  | -6  |
| 20 | ラオス               | 1  | 0  | 0  | 0  | 0  | 3  | 0  | 1  | 2  | 1  | 1  | 7  | -6  |
| 21 | グアム               | 1  | 0  | 0  | 0  | 0  | 3  | 0  | 0  | 3  | 0  | 0  | 17 | -17 |

- 太字は優勝経験のある国・地域で、太数字は最多記録
- 国・地域名は現在の名称で統一した
- 順位は通算勝点の多い順で、通算勝点が同数の場合は得失点差の優れた方を、得失点差も同数の場合は総得点の多い方を上にした
- PK戦で決着がついた試合は記録上引分となる

### 優勝回数
| 回数 | 国名         | 年        |
| ---- | ------------ | --------- |
| 2回  | 北朝鮮       | 2010,2012 |
| 1回  | タジキスタン | 2006      |
| 1回  | インド       | 2008      |
| 1回  | パレスチナ   | 2014      |